# In Waves
In Waves je páté studiové album americké heavy metalové skupiny Trivium. Album vyšlo 9. září 2011 pod značkou Roadrunner Records. Producenty alba jsou Colin Richardson a Martyn Ford. Jedná se o první album, na kterém se podílel nový bubeník Nick Augusto.

## Seznam skladeb
Autorem hudby a textů jsou členové skupiny Trivium.
Standardní edice
| Pořadí         | Název                                      | Délka |
| -------------- | ------------------------------------------ | ----- |
| 1.             | Capsizing the Sea (instrumentální)         | 1:30  |
| 2.             | In Waves                                   | 5:02  |
| 3.             | Inception of the End                       | 3:48  |
| 4.             | Dusk Dismantled                            | 3:47  |
| 5.             | Watch the World Burn                       | 4:53  |
| 6.             | Black                                      | 3:27  |
| 7.             | A Skyline's Severance                      | 4:51  |
| 8.             | Built to Fall                              | 3:08  |
| 9.             | Caustic Are the Ties that Bind             | 5:34  |
| 10.            | Forsake Not the Dream                      | 5:20  |
| 11.            | Chaos Reigns                               | 4:07  |
| 12.            | Of All These Yesterdays                    | 4:21  |
| 13.            | Leaving This World Behind (instrumentální) | 1:32  |
| Celková délka: | Celková délka:                             | 51:20 |

Speciální edice
| Pořadí         | Název                                                  | Délka |
| -------------- | ------------------------------------------------------ | ----- |
| 1.             | Capsizing the Sea (instrumentální)                     | 1:30  |
| 2.             | In Waves                                               | 5:02  |
| 3.             | Inception of the End                                   | 3:48  |
| 4.             | Dusk Dismantled                                        | 3:47  |
| 5.             | Watch the World Burn                                   | 4:53  |
| 6.             | Black                                                  | 3:27  |
| 7.             | A Skyline's Severance                                  | 4:51  |
| 8.             | Ensnare the Sun (instrumentální)                       | 1:22  |
| 9.             | Built to Fall                                          | 3:08  |
| 10.            | Caustic Are the Ties that Bind                         | 5:34  |
| 11.            | Forsake Not the Dream                                  | 5:20  |
| 12.            | Drowning in Slow Motion                                | 4:29  |
| 13.            | A Grey So Dark                                         | 4:21  |
| 14.            | Chaos Reigns                                           | 4:07  |
| 15.            | Of All These Yesterdays                                | 4:21  |
| 16.            | Leaving This World Behind (instrumentální)             | 1:32  |
| 17.            | Shattering the Skies Above                             | 4:45  |
| 18.            | Slave New World (coververze skladby skupiny Sepultura) | 2:57  |
| Celková délka: | Celková délka:                                         | 67:34 |

Japonská edice (bonusové skladby)
| Pořadí         | Název           | Délka |
| -------------- | --------------- | ----- |
| 14.            | In Waves (živě) | 4:46  |
| Celková délka: | Celková délka:  | 56:07 |

## Osazenstvo
Trivium
- Matt Heafy – vokály (zpěv, screaming), rytmická kytara
- Corey Beaulieu – sólová kytara, vokály v pozadí
- Paolo Gregoletto – baskytara, vokály v pozadí
- Nick Augusto – bicí a perkuse

Produkce
- Colin Richardson – producent
- Martyn Ford – producent
- Carl Brown – engineering

## Žebříčky
| Žebříček                                       | Pozice (nejvyšší) |
| ---------------------------------------------- | ----------------- |
| Americký Billboard 200                         | 13.               |
| Americký Hard Rock Albums (Billboard)          | 1.                |
| Americký Top Rock Albums (Billboard)           | 1.                |
| Americký Tastemakers (Billboard)               | 7.                |
| Britská alba (OCC)                             | 16.               |
| Britský Top 40 Rock & Metal Albums (OCC)       | 1.                |
| Německý Offizielle Top 100 (GfK Entertainment) | 8.                |